# 585 Bilkis
Az 585 Bilkis egy a Naprendszer kisbolygói közül, amit August Kopff fedezett fel 1906. február 16-án.